# West Coast Eagles
West Coast Eagles es un equipo de fútbol australiano profesional, que juega en la Australian Football League. Su sede se encuentra en Perth (Australia Occidental), y juega en el estadio Optus.
El equipo se fundó en 1986 como equipo de expansión y primero creado para el oeste del país; seis años después de su formación, los Eagles consiguieron su primer campeonato de liga.

## Historia
Con la intención de expandir el campeonato de fútbol de reglas australianas por todo el país, la organización de la Victorian Football League decidió otorgar una nueva franquicia de expansión a un equipo de Australia Occidental en la ciudad de Perth. El club, llamado West Coast Eagles, fue fundado en 1986 y comenzó a jugar en la temporada 1987. Su primer partido fue una victoria ante Richmond Football Club el 29 de marzo de ese año.
Al año siguiente la franquicia logró la clasificación para la fase por el título al terminar en cuarta posición, aunque no logró llegar a la final. Tras realizar una serie de malas temporadas a finales de la década, el club decide dar un golpe de efecto y contrata a dos estrellas: Mick Malthouse como entrenador procedente de Footscray, y Steve Malaxos como capitán y estrella de la plantilla. El cambio en el liderazgo propició un mejor papel en el torneo, y West Coast volvió a clasificarse para las finales.
En 1991 disputó la gran final de la VFL ante Hawthorn Football Club, perdiéndola por 139 a 86. En la temporada siguiente, el equipo volvería a llegar a la final frente a Geelong, y en esta ocasión serían los de Perth los vencedores, por un resultado de 113 a 85 con jugadores como Peter Matera o John Worsfold. Repitió victoria ante el mismo rival en 1994 por 143-63, en lo que fue su segundo campeonato.
Durante la década de 1990 West Coast fue uno de los equipos más fuertes de la liga. Tras un cambio de entrenador en 1999 y dos temporadas con malas posiciones, el equipo realizó un cambio generacional y en 2002 contrató a John Worsfold como entrenador. Los resultados no llegaron hasta 2005, cuando West Coast llegó a la final que perdió ante Sydney Swans. Al año siguiente los de Perth lograron resarcirse, y en esta ocasión vencieron en la final por el campeonato al mismo rival por un ajustado 85-84.

## Estadio
West Coast jugaba sus partidos como local en Subiaco Oval, un estadio con capacidad para 34.500 personas. En los primeros años de existencia de la franquicia, Perth disputó varios encuentros en el campo de cricket WACA Ground, debido a que el estadio habitual no disponía de iluminación nocturna. Desde 2018 juega sus partidos como local en el Optus Stadium. un estadio con capacidad para 60.000 personas.

## Palmarés
- Australian Football League: 4 (1992, 1994, 2006, 2018)